# La Chute du British Museum
La Chute du British Museum (titre original : The British Museum is Falling Down) est un roman de l'écrivain britannique David Lodge, publié en 1965.
Il s'agit du récit d'une journée d'Adam Appleby, doctorant en littérature anglaise à l'université de Londres, travaillant dans la salle de lecture du British Museum. Il est toute la journée perturbé par le risque d'une quatrième grossesse de son épouse et, au total, du fait de différents autres incidents, n'arrive pas à faire avancer son travail.

## Historique
Au début des années 1960, David Lodge est maître de conférence à l’université de Birmingham et prépare sa thèse de doctorat, qu'il soutiendra en 1967 ; il est par ailleurs chargé d’une famille de deux enfants. Deux romans de lui ont été publiés, en 1960 (The Picturegoers) et 1962 (Ginger, You're Barmy).
Dans la postface de l’édition de 1983 (Penguin), David Lodge explique qu’il a rédigé son troisième roman alors qu’il séjournait aux États-Unis en 1964-65 comme titulaire d’une bourse Harkness, donc sans aucune charge d’enseignement, ce qui lui a permis de le terminer rapidement. 
Le titre choisi dérive d’un vers d’Ira Gershwin « The British Museum had lost its charm », que David Lodge envisageait initialement de reprendre comme titre ; mais la Gershwin Corporation ayant refusé de céder les droits, il s’est rabattu sur un « second choix ».
Il raconte aussi qu’après la publication, il a éprouvé une grande angoisse en ne voyant aucune recension paraître dans la presse. Apparemment, les exemplaires de presse s’étaient perdus en route et l’éditeur dut faire un second envoi. Cet épisode personnel réapparaît dans un roman ultérieur, Un tout petit monde (1984).

## Le cadre et les personnages
Le roman se déroule en novembre 1962 ou 1963 (repères chronologiques : le Concile Vatican II est commencé ; les Beatles sont déjà très populaires).
Adam Appleby, 25 ans, allocataire d'une bourse de recherche de 3 ans, prépare depuis deux ans sa thèse de doctorat. Quatre ans auparavant, il a épousé Barbara et ils ont contre leur gré eu trois enfants : Clare, Dominic, Edouard. Tous deux catholiques, ils appliquent en effet les règles de l'Église concernant le contrôle des naissances : la méthode rythmique, qui s'est avérée assez peu efficace.
Les autres personnages sont deux amis non catholiques d'Adam, Camel et Pond ; son directeur de thèse, Briggs ; un prêtre de sa paroisse, le père Finbar, Irlandais et catholique conservateur ; un riche Américain ; le père Wildfire, un Dominicain très ouvert qui s'occupe des marginaux londoniens.

## Résumé
Le roman est divisé en dix chapitres et un épilogue. Chaque chapitre est introduit par une citation relative au British Museum.
1. Graham Greene. Réveil d'Adam assailli par les soucis, notamment par un retard des règles de sa femme, menace d'un quatrième enfant. Son lever et ses préparatifs sont perturbés par divers incidents. 
2. John Ruskin. Adam quitte l'appartement, et, après un échange avec la propriétaire-concierge, part en scooter vers le British Museum. En chemin, il est requis par le père Finbar pour un transport. Slalomant dans la circulation, il dépasse une grosse limousine où se trouve un homme fumant un gros cigare. Un peu plus tard, à Westminster, il est arrêté par un embouteillage provoqué par la présence des Beatles ; même le prêtre manifeste un enthousiasme inhabituel.
3. William Thackeray. Adam arrive très en retard au British Museum, le jour du contrôle obligatoire des cartes de lecteur. Il doit renouveler la sienne. Dans un épisode évoquant Kafka, il s'imagine devenu A, aux prises avec des employés inflexibles, et s'évanouit dans le couloir. Ayant obtenu un ticket d'accès, il doit cependant attendre un long moment pour avoir des livres. Il part donner un coup de téléphone à sa femme et trouve au retour sa place entourée de Chinois : il occupe en effet le siège où travaillait Karl Marx.
4. Thomas Carlyle. Durant le déjeuner, Camel et Pond essaient de le faire renoncer au catholicisme. Il se rend ensuite à une séance de la Société Döllinger, où est discutée la question du contrôle des naissances. Il va ensuite voir son directeur de thèse qui lui recommande de publier quelque chose, même sans intérêt : "Publish or perish!".
5. William Butler Yeats. Avant de rentrer dans le British Museum, il se plonge dans une rêverie, s'imaginant avoir été élu pape malgré ses 4 enfants. Puis il va téléphoner à sa femme et vient en aide au passager de la limousine, un Américain qui lui donne des cigares pour le remercier.
6. Arundell Esdaile. Des pompiers arrivent au British Museum mais ils comprennent que c'est une erreur. Le coupable du canular est recherché et Adam sait que c'est de sa faute. Il tente de fuir de la bibliothèque car il pense être poursuivi et réussit à sortir. Il se décide à aller chez l'auteur de la lettre qu'il a reçue le matin même.
7. Il arrive chez Mrs Rottingdean et il est accueilli par des hommes étranges attendant la propriétaire.  Finalement ils se rencontrent et elle lui montre les écrits cachés d'Egbert Merrymarsh. Malheureusement elle en demande un prix si élevé qu'il ne peut se le permettre. Plus tard, la fille de Mrs Rottingdean vient avec lui dans le bureau et lui fait comprendre ses intentions, en lui promettant un œuvre encore plus unique. Il refuse.

## Analyse

### Techniques narratives
Comme David Lodge l'explique aussi dans sa postface, le roman utilise souvent le pastiche ou la parodie : il donne d'ailleurs une liste des dix auteurs utilisés dans différents passages. Le plus évident est le passage final du roman : le monologue intérieur de Barbara Appleby, qui démarque de façon évidente le monologue de Molly Bloom dans l'Ulysse de James Joyce.

## Éditions
- Anglaises
  - Édition originale : McGibbon and Kee, Londres, 1965.
  - Réédition : Secker and Warburg, Londres, 1981.
  - Édition de poche : Penguin Books, 1983, avec une postface de David Lodge datée de novembre 1980.

- Françaises (traductions)
  - Rivages, coll. « Littérature étrangère », 1991, traduction de Laurent Dufour.
  - Rivages, coll. « Rivages poche », 1993, traduction de Laurent Dufour, préface de David Lodge  (ISBN 2-86930-655-5).